# Тинтява
 Тази статия е за растението тинтява.  За селото в Южна България вижте Тинтява (село).  
Тинтя̀ва (Gentiana) е род двусемеделни тревисти растения, включващ около 400 вида. Разпространен е в планинските зони на умерения пояс в Азия, Европа, Северна и Южна Америка. Някои видове се срещат в Северозападна Африка, Източна Австралия и Нова Зеландия. Видовете тинтява са едногодишни, двугодишни или многогодишни, като някои от тях са вечнозелени.
Листата на растенията са разположени от двете страни симетрично на основната розетка. Цветовете са издължени като туба с 5 венчелистчета. Повечето видове са тъмно сини или лилави, но има и вариация от бели, кремави до червени.
Според Плиний Стари Gentian произхожда от името на последния крал на Илирия Gentius (180-168 пр.н.е.), който открива лечебните свойства на някои от представителите на рода. Те се използват в медицината, а някои видове и като подправки.

## Видове
- Gentiana lutea — Жълта тинтява
- Gentiana punctata — Петниста тинтява
- Gentiana verna — Пролетна тинтява
- Gentiana cruciata — Синя тинтява

## Други
На тинтявата е наречена улица в София (Карта).